# Zagospodarowanie przestrzenne
Zagospodarowanie przestrzenne – charakteryzowanie terytorium ze względu na jego obecny lub przyszły wymiar funkcjonalny lub przeznaczenie społeczno-gospodarcze (np. mieszkaniowe, przemysłowe, handlowe, rolnicze, leśne, wypoczynkowe).